# Korotkie
Korotkie (biał. Кароткія, ros. Короткие) – wieś na Białorusi, w obwodzie mińskim, w rejonie wilejskim, w sielsowiecie Lubań.

## Historia
W czasach zaborów wieś  w powiecie wilejskim, w guberni wileńskiej Imperium Rosyjskiego.
W latach 1921–1945 wieś leżała w Polsce, w województwie wileńskim, w powiecie wilejskim, w gminie Kurzeniec.
Według Powszechnego Spisu Ludności z 1921 roku zamieszkiwało tu 60 osób, wszystkie było wyznania prawosławnego. Jednocześnie 2 mieszkańców zadeklarowało polską a 58 białoruską przynależność narodową. Było tu 11 budynków mieszkalnych. W 1931 w 10 domach zamieszkiwało 61 osób.
Wierni należeli do parafii rzymskokatolickiej i prawosławnej w Kurzeńcu. Miejscowość podlegała pod Sąd Grodzki w Wilejce i Okręgowy w Wilnie; właściwy urząd pocztowy mieścił się w Kurzeńcu.
W wyniku napaści ZSRR na Polskę we wrześniu 1939 miejscowość znalazła się pod okupacją sowiecką. 2 listopada została włączona do Białoruskiej SRR. Od czerwca 1941 roku pod okupacją niemiecką. W 1944 miejscowość została ponownie zajęta przez wojska sowieckie i włączona do Białoruskiej SRR.
Od 1991 w składzie niepodległej Białorusi.